# De Drie Keuningen
 (mars 2016).
Si vous disposez d'ouvrages ou d'articles de référence ou si vous connaissez des sites web de qualité traitant du thème abordé ici, merci de compléter l'article en donnant les références utiles à sa vérifiabilité et en les liant à la section « Notes et références ».
Ne pas confondre avec Driekoningen, le nom flamand de l'Épiphanie.
De Drie Koningen est une tradition flamande de la tournée des rois mages attestée depuis très longtemps[Quand ?].

## Historique
À l'origine, des personnes, généralement de pauvre condition, rendaient visite dans les demeures et estaminets des Flandres, entre Noël et l'Épiphanie, habillés en rois mages et portant une représentation de l'étoile du berger. La quête alors effectuée leur permettait d'adoucir la dure période hivernale. Ces personnes accompagnaient la procession en chantant des cantiques, accompagnés de morceaux de musique.
De nos jours, ce patrimoine traditionnel est surtout entretenu par des associations culturelles et des particuliers bénévoles[Lesquels ?]. Le principe de la quête est ainsi également maintenu mais ses fruits sont reversés à des œuvres caritatives.